# Igreja Missionária do Kopimismo

Ctrl-C, Ctrl-V

A Igreja Missionária do Kopimismo, fundada pelo estudante de filosofia Isak Gerson, é uma congregação de compartilhadores de arquivo que reivindicam que copiar informação é uma virtude sagrada. A Igreja, criada na Suécia, foi oficialmente reconhecida pela Agência de Serviços Administrativos, Jurídicos e Financeiros ("kammarkollegiet") como uma comunidade religiosa, depois de três tentativas de solicitação.

## Princípios
Os seguidores da religião são chamados "Kopimistas" de "copie me".
Um "Kopimista" é uma pessoa que tem uma crença filosófica de que toda a informação deve ser distribuída livremente e sem restrições. Essa filosofia se opõe à monopolização do conhecimento em todas as suas formas, tais como direitos autorais, e encoraja a pirataria de todos os tipos de mídia, incluindo música, filmes, programas de TV e softwares.
De acordo com a igreja, "Em nossa crença, a comunicação é sagrada". Nenhuma crença em deuses ou fenômenos sobrenaturais é mencionado em seu web site.   CTRL + C e  CTRL + V, as teclas do computador de atalho para "Copiar" e "Colar" são consideradas símbolos sagrados. Assim, apesar de rejeitar a figura de Deus ou dos fenômenos sobrenaturais, há uma sacralidade nessa experiência que justifica a autodenominação de religião. Carlos E. S. Aguiar sugere que mais idôneo seria denominar essa experiência como ciberreligiosidade pois trata-se de uma experiência nativa das redes digitais e resultado dessa nova cultura e não uma religião institucional e organizada hierarquicamente.
O Kopimismo pode ser descrito pelos seguintes princípios:
- Todo o conhecimento a todos
- A busca do conhecimento é sagrada
- A circulação do conhecimento é sagrada
- O ato de copiar é sagrado.

De acordo com a Constituição Kopimista:
- Cópia da informação é eticamente correta.
- Divulgação da informação é eticamente correta.
- "Copymixing" (o ato de modificar uma cópia) é um tipo sagrado de cópia, mais ainda do que a própria cópia digital perfeita, porque ela se expande e aumenta a riqueza de informação existente.
- Cópia ou modificação de informação produzida por outra pessoa é vista como um ato de respeito e uma forte expressão de aceitação e fé Kopimista.
- A Internet é sagrada.
- Código é lei.

Em 5 de janeiro de 2012, o Kopimismo foi aceito pela Suécia como uma religião legítima.

## Primeiro casamento
Em 28 de abril de 2012, a Igreja Missionária do Kopimismo realizou seu primeiro casamento. O casamento ocorreu em Belgrado, Sérvia, entre uma mulher romena e um italiano. A cerimônia foi conduzida por um homem vestindo uma máscara de Guy Fawkes, cuja voz foi distorcida por um modulador de voz.
A igreja disse: "Estamos muito felizes hoje. O amor é  principalmente sobre partilhar. Um casal casado compartilha tudo um com o outro. Felizmente, eles vão copiar e modificar algumas células de DNA e criar um novo ser humano. Esse é o espírito do Kopimismo. Sinta o amor e compartilhe essa informação. Copie toda a sua santidade."
O líder missionário da Igreja do Kopimismo, Isak Gerson, participou como testemunha durante o casamento.